# 台北市立建成国民中学
台北市立建成国民中学校（たいぺいしりつけんせいこくみんちゅうがっこう Taipei Municipal Jian Cheng Junior High School）は、台湾台北市にある中学校。台北当代芸術館と建物を共有している。

## 沿革
1968年華陰街34号に開校。2001年現地に移転。

## 組織
- 普通班：36クラス
- 身心障礙班：1クラス
- 学習困難資源班：1クラス

## 歴代校長
1. 鄭英魁：1968年～1978年
2. 楊訓庭：1978年～1983年
3. 高炳南：1983年～1990年
4. 呉和恵：1990年～1994年
5. 黄鴻章：1994年～1997年
6. 潘正安：1997年～2004年
7. 王美霞：2004年～